# BMD-4
BMD-4（露: БМД-4）は、ロシア連邦の歩兵戦闘車（IFV）。"BMD"とは、ロシア語で空挺戦闘車（Боевая машина десанта）を意味し、この型の車両は空中投下が可能なように設計されている。BMD-3の改良型で、BMD-3M バフチャー-U（Бахча-У：「スイカ」の意）とも呼ばれる。

## 概要
砲塔に30mm機関砲2A72と100mm滑腔砲2A70を有する。2A70は、破片榴弾（射程7km）と9M117 Bastion
対戦車ミサイルの改良型である9M117M1「Arkan」(Аркан)（射程5.5km）を発射することができる。自動装填システムは、破片榴弾と対戦車ミサイルで共通であり、4-6秒で次弾を装填できる。消火装置とNBC防護システムも設備されている。
弾薬搭載数は、9M117M1 Arkan対戦車ミサイル4発、2A72 30mm機関砲弾×500発、2A70 100mm砲弾×34発、PKT 7.62mm機関銃弾×2,000発、RPK-74 5.45mm機関銃弾×2,160発。
2010年に一時調達が中止されたが、改良型のBMD-4MをBTR-MD ラクーシュカ多目的輸送車（BMD-3の派生車両）とともに、2013年末までにロシア空挺軍に調達することが、2012年末にロシア国防省によって決定された。今後2020年までに少なくとも1,000両が軍に納入される予定である。

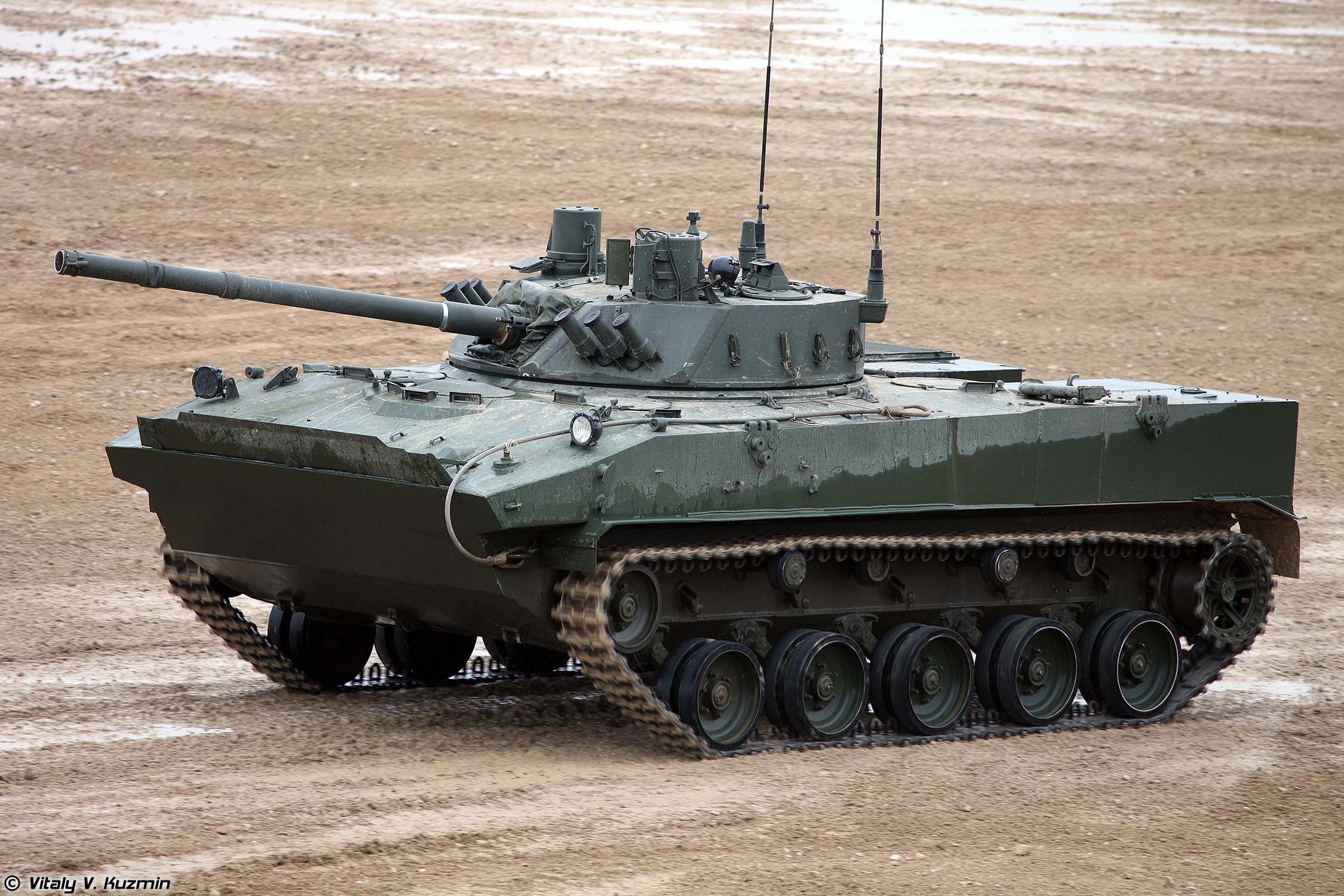
BMD-4M
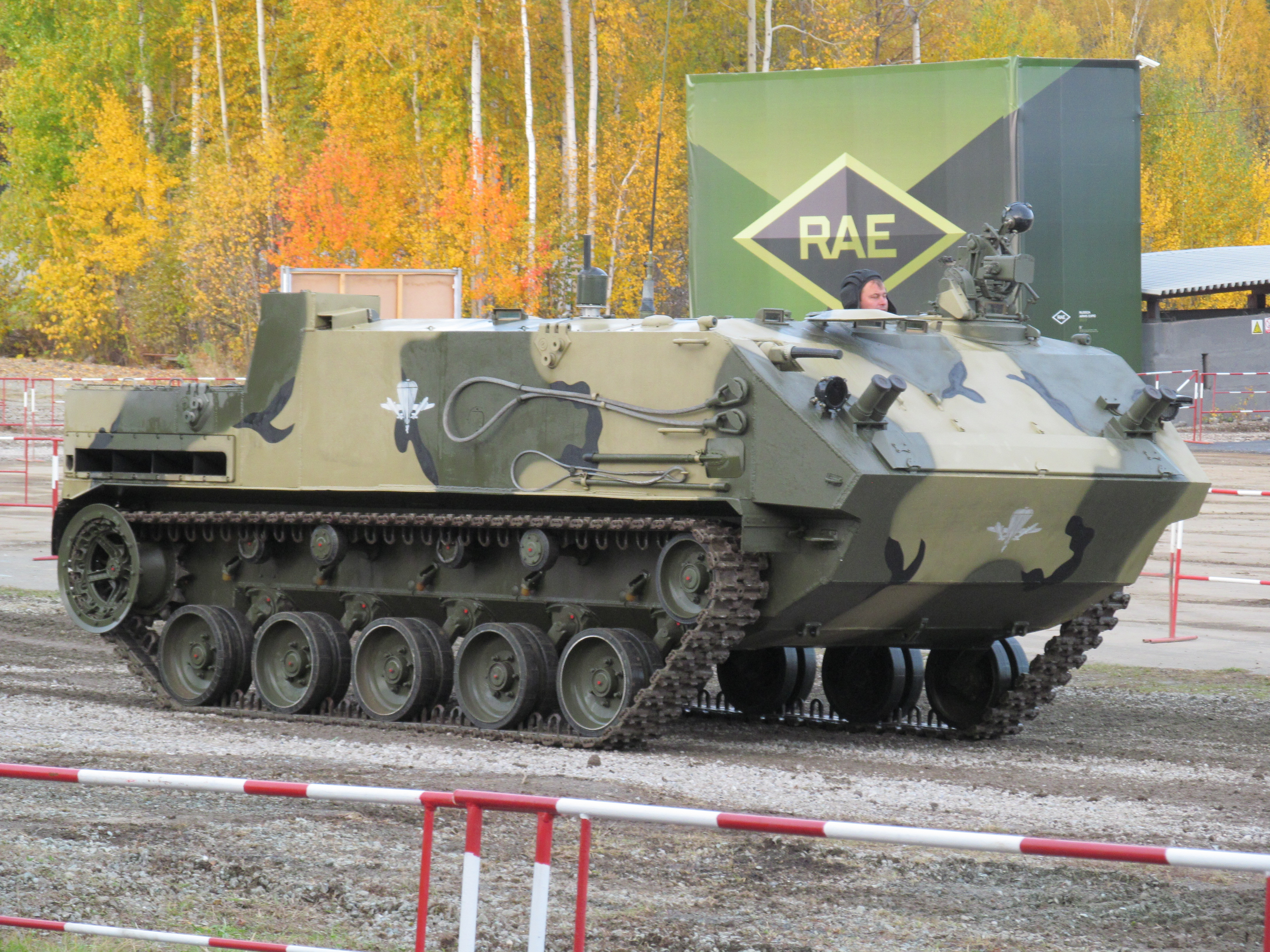
BTR-MDM
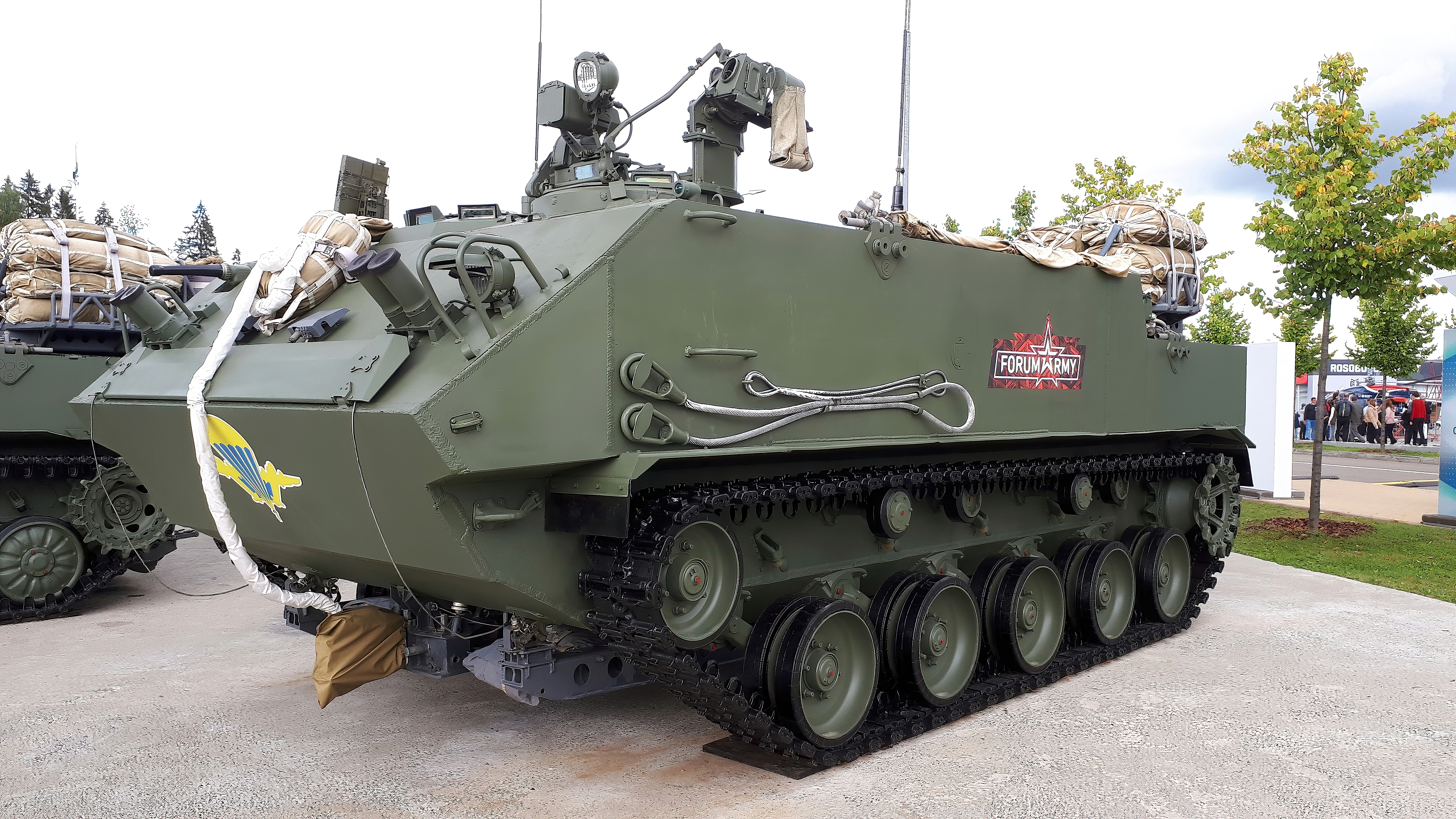
パラシュート付き(陸軍2020展で)。

## 実戦運用
ロシアのウクライナ侵攻でも実戦に投入され、開戦初頭からイルピン方面で多数が撃破された他、ウクライナ軍も鹵獲して運用している。
2024年8月15日、東部ドネツク州のチャシウ・ヤール方面で、ウクライナ軍のドローンによってロシア軍のBMD-4空挺戦闘車が撃破されたことが確認されている。

## 派生型

### BMD-4M
空挺歩兵戦闘車。基本的なシャーシの設計はBMD-4と同じ。新合金製装甲により重量増なく防護性能が向上。BMP-3と同じUTD-32エンジンを搭載する事で450→500馬力へ向上。固有乗員3名＋空挺隊員5名。2016年より年間62両のペースで空挺部隊への配備が進行中。

### BMD-MDM
空挺装甲兵員輸送車。シャーシは4Mと同じ。武装は7.62mm機関銃x1のみ。固有乗員3名＋空挺隊員13名。BMD-4Mより遅れながらも、BTR-Dを代替すべく配備が進行中。

### スプルートSDM1
空挺自走対戦車砲。BMD-4MにソスナU照準システムの付いた2A75M 125mm滑腔砲を備える。戦闘重量15トンだが500m~1500ｍの空中投下が可能とされる。部隊試験が開始されている。